# Custard Apple (Annonaceae), Fruit à pain (Moraceae) et Corossol (Annonaceae)

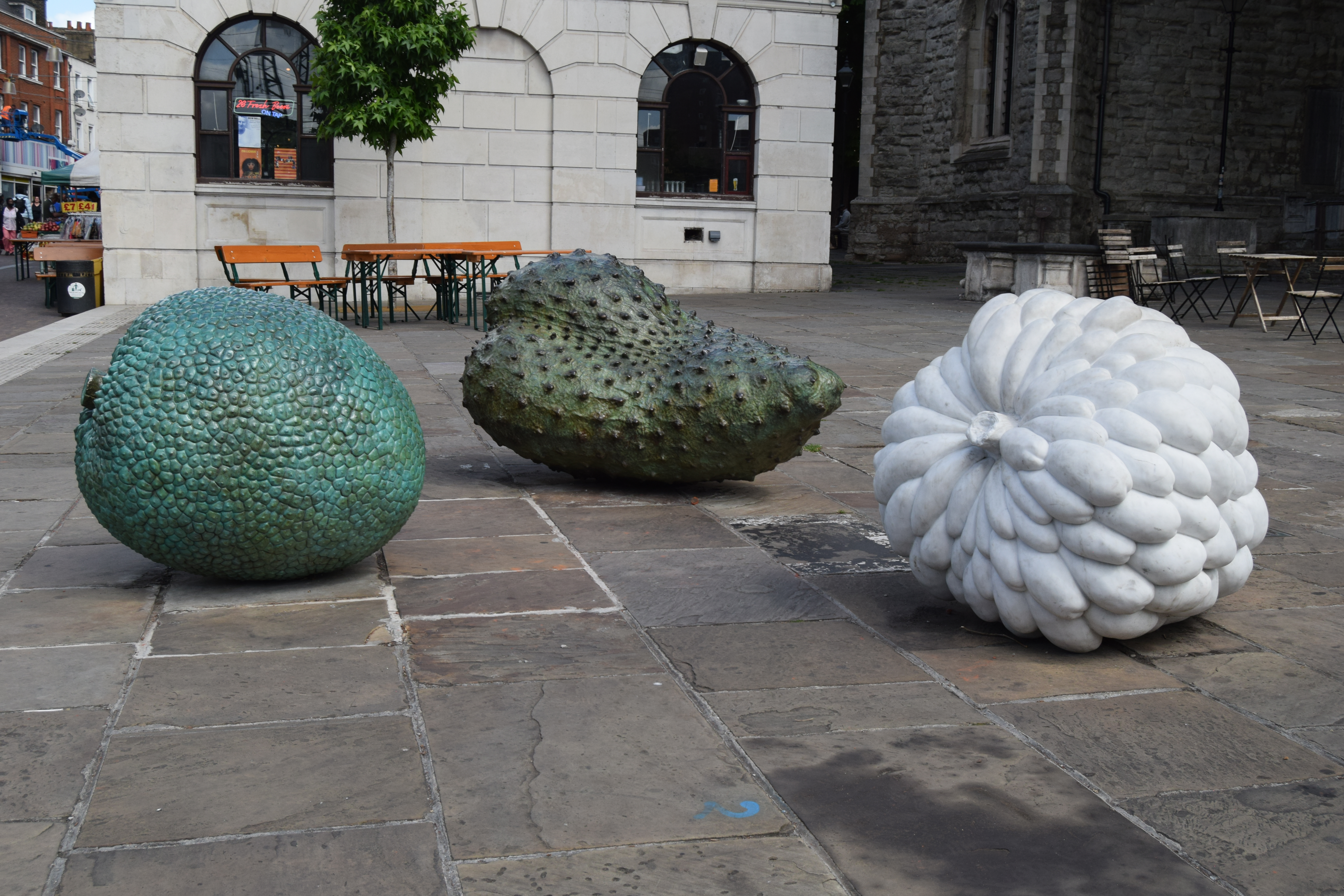
Les sculptures. De gauche à droite : fruit à pain, corossol, pomme cannelle.

Custard Apple (Annonaceae), Breadfruit (Moraceae) and Soursop (Annonaceae) est un ensemble de trois sculptures en marbre et bronze de Veronica Ryan qui se trouvent sur Narrow Way, près de tour St Augustine (en) dans le quartier de Hackney. Elles sont commandées en mémoire de la génération Windrush de la population britannique afro-caribéenne qui immigre au Royaume-Uni au sortir de la Seconde Guerre mondiale.
« Custard Apple (Annonaceae), Breadfruit (Moraceae) and Soursop (Annonaceae) de Veronica Ryan est la première sculpture publique permanente réalisée par une artiste noire au Royaume-Uni. »
Les œuvres sont dévoilées le 1er octobre 2021. Les trois sculptures représentent des fruits tropicaux des Caraïbes – fruit à pain, corossol et pomme cannelle, – en référence aux produits exotiques qui peuvent être acheté sur le marché voisin de Ridley Road (en),.
Veronica Ryan déclare à propos de son travail que « le marché Ridley, ici à Hackney, reste un lieu dynamique où j'allais faire des courses avec ma mère. Je ne me rends plus souvent au marché maintenant, mais j'ai été si heureuse d'acheter de jolis corossols et des pommes cannelles lors de visites récentes » et que « la visibilité et la représentation culturelles dans les espaces publics sont cruciales. Je suis très heureuse que mes sculptures fassent partie de cette reconnaissance ».
Les œuvres sont commandées dans le cadre de la saison de l’histoire des Noirs du Conseil de quartier de Hackney (en) et de Create London. Elles reçoivent le prix Marsh pour l'excellence de la sculpture dans l'espace publique (en) en 2022.